# Luitgard Schall
Luitgard Schall (* 21. August 1928 in Ludwigsburg; † 3. Juli 1990) war eine deutsche Bildhauerin.

## Leben

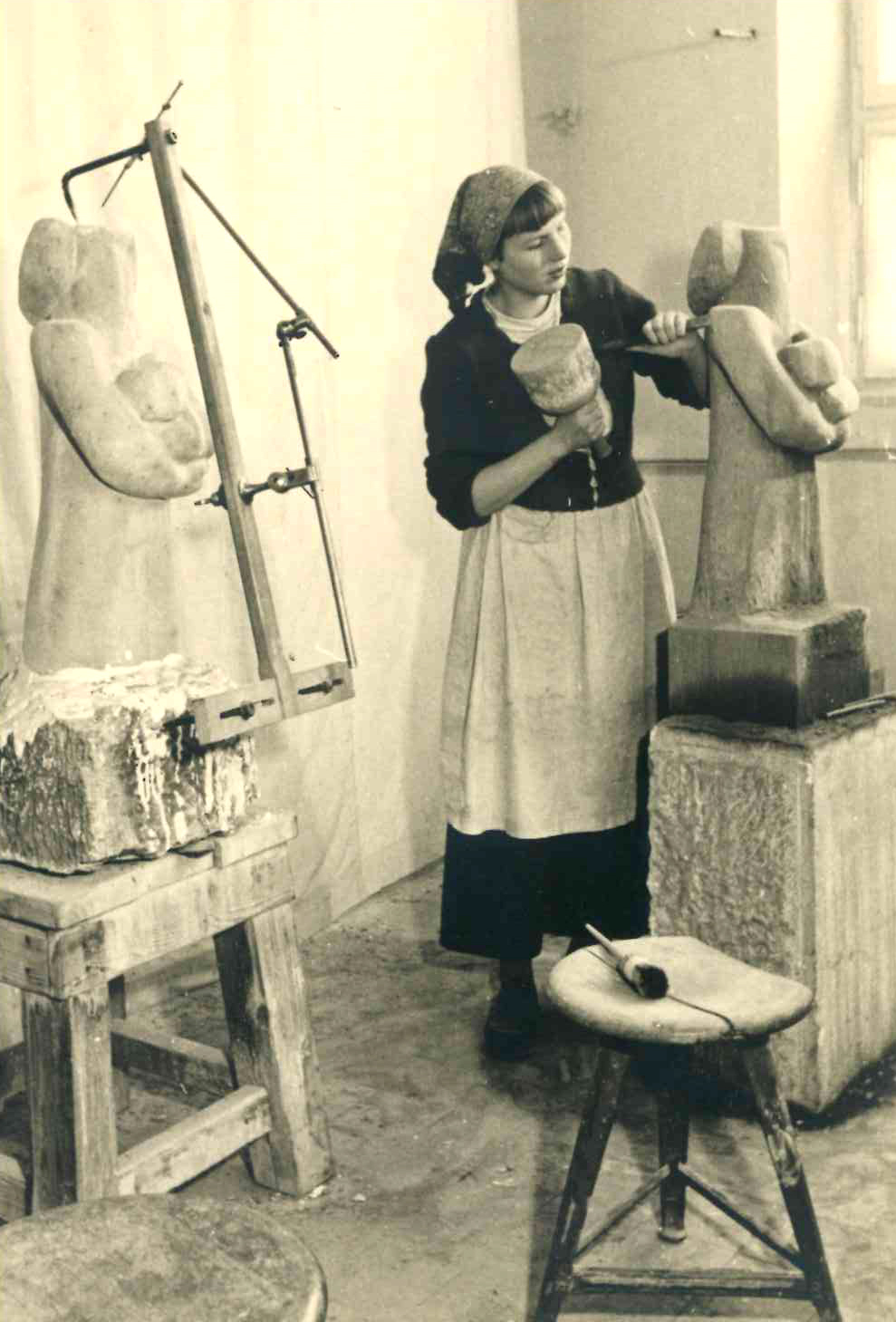
Im Atelier 1949/50

Eugenie Auguste Schall geb. Bauhaus wurde 1928 als Tochter von Alfred Bauhaus und dessen Ehefrau Johanna geb. Wender in Ludwigsburg geboren. Aufgrund des Berufes des Vaters verbrachte Luitgard ihre Kindheit und Jugend in Düsseldorf, Dortmund und Stuttgart. Nach der Trennung von Alfred Bauhaus zog Johanna Bauhaus mit ihrer Tochter Luitgard 1946 nach Ludwigsburg. An der Goethe Oberschule in Ludwigsburg machte Luitgard Schall 1948 das Abitur. Ab dem Wintersemester 1948/49 besuchte sie die Bildhauerei Vorklasse von Karl Hils an der Staatlichen Akademie für Künste in Stuttgart. Ab dem Wintersemester 1949/50 bis zu ihrem Abschluss im Sommersemester 1958 war sie Schülerin von Otto Baum und Ida Kerkovius. Während des Studiums entstanden erste großformatige Skulpturen. In den frühen 1950er Jahren entstand eine großformatige Brunnenplastik vor dem Goethe-Gymnasium in Ludwigsburg.
An der Akademie lernte sie den Künstler Lothar Schall kennen, den sie im Januar 1953 heiratete. Aus der Ehe ging der Sohn Bernhard (1953–1986) hervor. Luitgard Schall unterstützte in der Folgezeit die Karriere ihres Gatten und stellte die eigene künstlerische Arbeit zurück. 1961 zog die Familie in das ehemalige Ökonomiegebäude von Schloss Remseck, Neckarrems. Dort fand ein intensives gesellschaftliches Leben mit zahlreichen Veranstaltungen statt, deren Organisation v. a. Luitgard Schall übernahm. 1973 übersiedelte die Familie in ein von Jörg Könekamp neugebautes, größeres Atelierhaus nach Gächingen auf der Schwäbischen Alb.
In den späten 1970er Jahren gab es erste Anzeichen einer Muskelerkrankung. Die Auswirkungen der unheilbaren Erkrankung beeinträchtigten das künstlerische Schaffen zunehmend. Ein bildhauerisches Arbeiten war sodann nicht mehr möglich, so dass sie sich auf Aquarelle, Fotografie und Töpferarbeiten konzentrierte. Die Muskelerkrankung schritt in den 1980er Jahren soweit fort, dass Schall in vielen Dingen auf fremde Hilfe angewiesen war. Am 3. Juli 1990, wenige Monate nachdem ihr einziger Sohn tot aufgefunden wurde, verstarb Luitgard Schall im Alter von 61 Jahren.
Luitgard Schall hinterließ über 160 Ölbilder, Aquarelle, Plastiken und Keramiken, die über vier Jahrzehnte entstanden waren, jedoch zeitlebens nie ausgestellt wurden. Ein Großteil der Arbeiten wurde von Freunden erst nach dem Tod von Lothar Schall 1996 entdeckt und in der Zehntscheuer in Münsingen ausgestellt. Im Anschluss an diese Ausstellung fand eine öffentliche Versteigerung der Werke statt. Der Erlös ging an die Deutsche Gesellschaft für Muskelkranke in Freiburg.